# Boston Market
A Boston Market Corporation, conhecida como Boston Chicken até 1995, é uma cadeia americana de restaurantes casuais rápidos com sede no Município de Newtown, Pensilvânia. Desde 2020, é propriedade do Grupo Rohan.
O Boston Market tem a sua maior presença no Nordeste e Centro-Oeste dos Estados Unidos, mas também tem uma grande presença na Califórnia, Flórida e Texas. Em novembro de 2020, a cadeia tinha cerca de 342 restaurantes detidos pela empresa em 28 estados e Porto Rico, com 14.000 empregados. As refeições congeladas e os acompanhamentos são vendidos a nível nacional sob a marca Boston Market.

## História
A Boston Chicken foi fundada por Steven Kolow e Arthur Cores em 1985 em Newton, um subúrbio de Boston. A cadeia expandiu-se rapidamente no início e em meados da década de 1990.
Quando era conhecida como Boston Chicken, os restaurantes especializavam-se em frango assado e numa variedade de acompanhamentos, mas em fevereiro de 1995, a cadeia expandiu o seu menu para incluir peru, rolo-de-carne e presunto e alterou o nome para Boston Market no outono de 1995 para refletir este fato.
Em 1995, a Boston Chicken criou a cadeia de cafés de padaria Einstein Bros. Bagels, depois de adquirir várias cadeias mais pequenas de padarias centradas em bagels.
Em 1996, a cadeia lançou uma linha de sanduíches conhecida como "Boston Carver Sandwiches", que inclui frango, peru, fiambre e rolo-de-carne; em 1997, devido ao sucesso da nova linha, foram lançadas as sanduíches "Extreme Carver", recheadas com mais porções das carnes acima referidas e mais queijo do que as originais. A denominação social manteve-se "Boston Chicken, Inc." até 1997, altura em que o novo nome se tornou tão popular que a denominação social foi alterada para "Boston Market Corporation".
A empresa contraiu uma grande quantidade de dívidas para financiar a sua expansão. A rápida expansão permitiu à empresa criar um fluxo constante de receitas provenientes de taxas de desenvolvimento únicas e de royalties crescentes, mas também aumentou as taxas de juro dos seus empréstimos de desenvolvimento. Em 1998, a empresa declarou falência ao abrigo do Capítulo 11.
Desde abril de 1999, uma seleção de artigos com a marca Boston Market está disponível em muitos supermercados dos Estados Unidos.
A Boston Market foi adquirida pela McDonald's Corporation em maio de 2000. A McDonald's comprou a empresa pelo seu patrimônio imobiliário, mas considerou a marca útil e, por conseguinte, continuou operando-se e expandindo-se.
No início da década de 2000, o Boston Market tinha duas lojas em Toronto, Ontário. No início de 2002, a Boston Market entrou no mercado australiano, abrindo nove lojas na Região Metropolitana de Sidney até 2004, antes de converter algumas lojas para a McDonald's e sair discretamente do mercado australiano no final desse ano devido a pressões da concorrência.
Em abril de 2004, a Boston Market introduziu menus refrigerados para serem vendidos nos supermercados. Em dezembro de 2005, estes menus refrigerados estavam disponíveis em 700 supermercados.
Em 2005, o Boston Market também começou a oferecer ofertas por tempo limitado, como o Crispy Country Chicken, um peito de frango assado no forno com molho.
Em 2007, a McDonald's anunciou que estava a "explorar opções estratégicas" para a filial. Em 6 de agosto de 2007, a McDonald's anunciou planos para vender a cadeia à Sun Capital Partners, uma transação que foi concluída em 27 de agosto de 2007.
Em abril de 2018, o Boston Market anunciou que estava a expandir o seu menu para oferecer costela assada em todo o país, três dias por semana.
Em abril de 2020, a Sun Capital Partners vendeu o Boston Market à Engage Brands, LLC, uma empresa do Rohan Group, propriedade de Jignesh "Jay" Pandya.
Em 10 de janeiro de 2024, a empresa anunciou que permitiria a qualquer pessoa abrir uma franquia Boston Market sem as habituais taxas de franquia ou outros requisitos de aquisição.

### Disputa de marca registada e marca de mercearia
Em 2002, a Boston Pizza intentou uma ação judicial contra a Boston Market no Tribunal Federal do Canadá por causa da utilização da marca registada "Boston" no Canadá. Na sua defesa, a Boston Market alegou que as marcas registadas da Boston Pizza eram inválidas porque descreviam um estilo de pizza de uma área específica. A disputa continuou depois de a Boston Market ter cessado as suas operações no Canadá em 2004. As partes resolveram o litígio em 2008, ao abrigo de um acordo segundo o qual a Boston Market não utilizaria as palavras "Boston" ou "Boston Market" no Canadá durante cinco anos para restaurantes ou quaisquer produtos alimentares ou bebidas (exceto produtos alimentares pré-embalados, mas não incluindo pizza e lasanha). A Boston Market também concordou em não contestar a utilização pela Boston Pizza no Canadá de qualquer marca registada que utilize as palavras "Boston" ou "Boston Pizza" (com algumas excepções).

### Problemas financeiros de 2023-2024
Em 3 de julho de 2023, foi apresentada uma queixa em tribunal declarando que o Danbury, Connecticut, Boston Market devia mais de US$ 61.000 em rendas não pagas e encargos conexos. Uma decisão a favor do senhorio em 28 de julho de 2023 levou a um despejo.
Em 25 de julho de 2023, a US Foods processou o Boston Market em US$ 11,3 milhões, acusando a empresa de lhes dever mais de US$ 10 milhões por alimentos distribuídos ao longo de vários anos anteriores.
A 14 de agosto de 2023, o New Jersey Department of Labor and Workforce Development emitiu uma ordem de paragem de trabalho em 27 das 31 lojas Boston Market em Nova Jérsia devido a múltiplas violações dos direitos dos trabalhadores, incluindo pagamentos em atraso devidos até US$ 607.471 a 314 funcionários. Uma investigação sobre o assunto começou em novembro de 2022, quando um funcionário do condado de Mercer apresentou uma queixa. Os trabalhadores afetados foram desde então reembolsados pelos salários perdidos e as lojas foram autorizadas a reabrir um mês depois.
Em setembro de 2023, jornalistas investigativos da Restaurant Business Magazine revelaram que Pandya tem mais de 200 ações judiciais contra ele relacionadas a salários não pagos de funcionários, fornecedores não pagos e outras violações relacionadas a seus restaurantes. O relatório descreveu a propriedade de Pandya do Boston Market como "caótica".
Em novembro de 2023, a empresa não pagou aos trabalhadores em Massachusetts.
Em 14 de novembro de 2023, todos os estabelecimentos do Boston Market da área de Detroit foram encerrados definitivamente e receberam avisos de despejo devido a rendas não pagas. Em 20 de novembro de 2023, os restantes 8 estabelecimentos do Boston Market do Connecticut, situados em East Haven, Meriden, West Hartford, Wilton, Stratford, Milford, Bristol e Newington, foram encerrados definitivamente e receberam avisos de despejo devido a rendas não pagas. Em consequência do aumento dos avisos de despejo e das rendas não pagas, o Boston Market e o proprietário Pandya declararam falência ao abrigo do Capítulo 11 em dezembro de 2023.
Em 11 de janeiro de 2024, o processo de falência do Boston Market foi arquivado depois de não ter respondido aos pedidos do tribunal. Em 1 de fevereiro de 2024, a US Foods ganhou o seu processo contra o Boston Market, com o juiz federal Manish Shah a afirmar que as defesas do Boston Market no processo eram "gossamer." Em 12 de fevereiro de 2024, pouco depois de ter a sua segunda falência arquivada, o Boston Market declarou falência pela 3ª vez depois de perder o seu processo contra a US Foods.